# Mistyka rosyjska
Mistyka rosyjska – mistyka chrześcijańska, która wraz z mistyką rumuńską oraz mistyką bizantyjsko–grecką stanowi główny nurt tradycji mistycznej Kościoła wschodniego. Początki mistyki rosyjskiej kształtują się ok. XI w.

## Charakterystyczne cechy mistyki rosyjskiej
Znamienne cechy mistyki rosyjskiej wywodzą się z kilku elementów:
- Teologia Kościoła prawosławnego jest ze swej istoty apofatyczna („negatywna”) – tzn. w założeniu człowiek nie potrafi poznać Boga, dlatego Jego opis bazuje na stwierdzeniach jaki Bóg na pewno nie jest;

- Nacisk kładziony jest na pewne formy modlitwy (modlitwa serca, hezychazm). Hyzychia – oznacza duchowy spokój, zjednoczenie z Bogiem, przebywanie w Jego obecności. W duchowości hezychazmu podkreśla się wagę ustawicznej modlitwy wewnętrznej („modlitwy Jezusowej” – jako trwania w Bogu poprzez powtarzanie imienia Jezus w rytmie zgodnym z rytmem serca), która w pierwszym etapie ma za zadanie oczyścić człowieka z grzechów oraz umożliwić mu panowanie nad  namiętnościami, a następnie poprzez wyciszenie doprowadzić do kontemplacji Bożej obecności w stworzeniu i kontemplacji Boga;

- Bazowanie na tradycji Ojców Kościoła – rosyjscy mistycy często odwołują się do tradycji Ojców Kościoła z góry Athos, z której pochodzi modlitwa serca.  Znaczącą rolę na kształt rosyjskiego ducha miało tłumaczenie i interpretacja Filokaliów. Dziejów Kościoła wschodniego nie da się zrozumieć bez znajomości monastycyzmu[1].

## Zarys historii mistyki rosyjskiej
Duchowość rosyjska, która osiągnęła swój szczyt rozwoju w osobach starców XIX w., została spopularyzowana na Zachodzie przez twórczość Fiodora Dostojewskiego, zwłaszcza przez literacką postać starca Zosimy w Braciach Karamazow. Jest formą specyficznie słowiańską, choć jednocześnie, ponieważ wyrosła na gruncie Prawosławia, kontynuuje nieprzerwaną tradycję monastyczną przekazaną Rusi przez Bizancjum, ostatecznie sięgającą Ojców pustyni pierwszych wieków.
Historię mistyki rosyjskiej umownie  możemy podzielić na cztery okresy:

### 1. Tłumaczenia i wczesne formy mistyki (XI-XV w.)
U podstaw krystalizowania się mistyki rosyjskiej bardzo dużą rolę odegrały dzieła mistyków bizantyjsko-greckich (Efrem Syryjczyk, Bazyli Wielki, Grzegorz z Nazjanzu, Jan Damasceński), których pisma zostały przetłumaczone na język staro-cerkiewno-słowiański. 

Przedstawicielami tego okresu byli: biskup turowski Cyryl (1130-1185) oraz Sergiusz z Radoneża (1314-1392) – należący do ulubionych świętych rosyjskich, podczas liturgii miał mieć wizję ognia i światła, znacząco wpłynął na rozwój monastycyzmu na Rusi, założył monaster Trójcy Świętej w Siergijew Posadzie, jako jeden z pierwszych spopularyzował modlitwę hezychazmu, która miała kluczowy wpływ na  dalszy rozwój mistyki w Rosji;

### 2.„Modlitwa duchowa”i pierwsi„starcy”(XV-XVII w.)
W okresie tym popularyzuje się modlitwa hezychazmu mająca za cel zjednoczenie się z Bogiem oraz powstaje instytucja „starców” przyciągająca wielu adeptów życia ascetycznego.

Przedstawicielami tego okresu byli: Nił Sorski (1433-1508) – pustelnik, odegrał kluczową rolę w kształtowaniu się mistyki rosyjskiej, znajdował się pod mocnym wpływem nauk z góry Athos, chętnie sięgał do dzieł Ojców Kościoła, jego techniki modlitewne miały doprowadzać do ekstazy i kontemplacji Boga; Wassian Patrikiejew (1470-1532) – uczeń Niła Sorskiego, propagował i rozwijał naukę swojego mistrza; Dymitr z Rostowa (1651-1709) – odwoływał się do tradycji Kościoła wschodniego, znany ze swoich silnie oddziałujących na wiernych kazań;

### 3. Rozkwit instytucji„starców”(XVIII-XIX w.)
W okresie tym najmocniej rozwija się instytucja „starców”. Powstaje słynny klasztor w Sarowie i Pustelnia w Optino, która staje się ośrodkiem życia duchowego, miejscem życia wielu sławnych pustelników, czczonych w prawosławiu jako bohaterzy ascezy i mistyki, znanych jako sobór Świętych Starców Optyńskich

Przedstawicielami tego okresu byli: Paisjusz Wieliczkowski (1722-1794) – twórca szkoły mistycznej, odnowiciel ruchu „starców” w Rosji, opublikował tłumaczenie Filokalii, stworzył swego rodzaju wademekum „modlitwy jezusowej”; Tichon Zadoński (1724-1783) – biskup, odznaczał się świętością życia, nawiązywał do hezychazmu Niła Sorskiego; Serafin z Sarowa (1759-1833) – był jednym z najwybitniejszych starców, żyjący w odosobnieniu, posiadał dar rozpoznawania serc, przeżywał ekstatyczne wizje; Ignacy (Brianczaninow) (1807-1867) – biskup, zwracał uwagę na modlitwę serca mającą za cel przebóstwienie człowieka; Teofan Pustelnik (1815-1894) – stworzył popularny do dziś przekład Filokalii - prowadzący niektórych do ekstazy;

### 4. Szczyt i upadek (XX-XXI w.)
Niewątpliwie wielkie zasługi dla mistyki rosyjskiej w tym okresie  możemy przypisać W.S.Sołowjowi, - studiował nauki przyrodnicze, filozofię i teologię, miał mieć trzy mistyczne widzenia Sofii (jako wizje światła), Sofia jest szczególnym przedmiotem jego dociekań, które przedstawił w swoich licznych dziełach. Posiadał wielu uczniów, którzy podjęli jego myśl. Upadek duchowej myśli możemy przypisać wydarzeniom politycznym po 1917 r. w Rosji, które zahamowały rozwój mistyki rosyjskiej.